# آبادسازی معدن

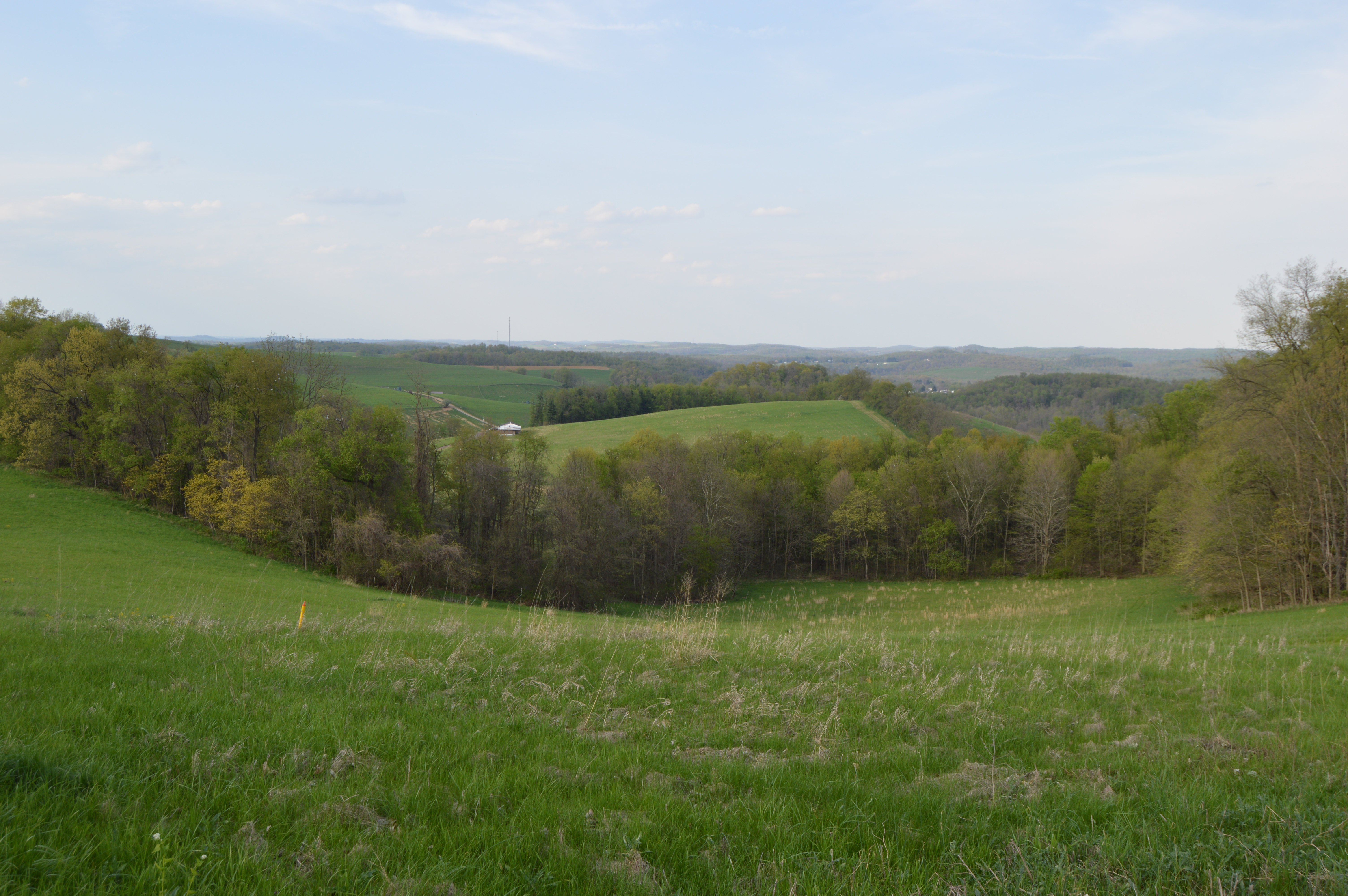
نوار معدنی آبادسازی‌شده در جنوب غربی پنسیلوانیا

آبادسازی معدن (به انگلیسی: Mine reclamation) فرایند اصلاح کاربری زمینی است که از آن معدن استخراج شده‌است تا از نظر بوم‌شناختی عملکردی داشته باشد یا از نظر اقتصادی قابل استفاده باشد. اگرچه فرایند آبادسازی معدن پس از تکمیل استخراج انجام می‌شود، برنامه‌ریزی فعالیت‌های آبادسازی معدن پیش از مجوز یا آغاز فعالیت معدن انجام می‌شود. آبادسازی معدن چشم‌انداز مفیدی را ایجاد می‌کند که هدف‌های مختلفی از بازسازی بوم‌سازگان‌های تولیدی تا ایجاد منابع صنعتی و شهری را برآورده می‌کند. در ایالات متحده، آبادسازی معادن بخش پیوسته‌ای از شیوه‌های معادن مدرن است. آبادسازی معادن مدرن اثرات زیست‌محیطی معدن را کاهش می‌دهد.